# Chantier maritime A.C. Davie
Cet article concerne le chantier maritime historique avec un plan de halage. Pour le chantier naval actuel avec des cales sèches, voir Chantier Davie.
Le chantier maritime A.C. Davie était un chantier naval situé au Québec, plus précisément à Lévis. Il fut en activité de 1829 à 1989 pour finalement devenir un lieu historique national du Canada en 1990.

## Histoire

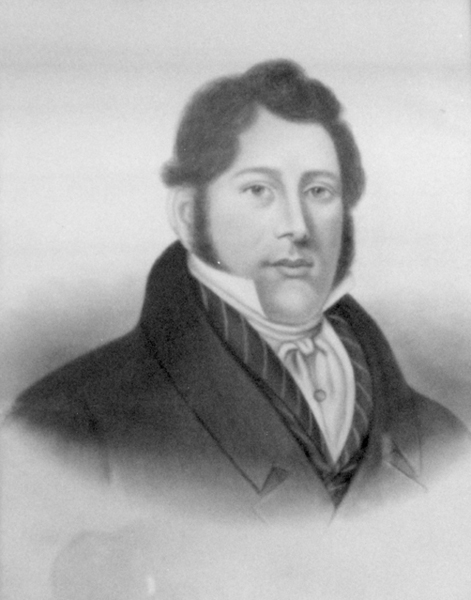
Allison Davie (1796-1836)

L'histoire du chantier maritime commence en 1811 avec l'arrivée de George Taylor en provenance d'Angleterre. Ce dernier, voulant profiter de l'engouement du gouvernement britannique pour le bois canadien, créé par le blocus continental de Napoléon, vient s'installer dans la province de Québec avec sa femme et sa fille unique, Elizabeth Johnson Taylor. Constructeur de navire émérite, George Taylor s'établit d'abord à l'Île d'Orléans avant de quitter pour la région des Grands Lacs où il participe à la construction de navires destinés à la protection du Canada contre l'envahisseur américain en 1812. En 1817, George Taylor revient à Québec et fonde finalement son propre chantier de construction de navire, tout près de la rivière Saint-Charles, à l'ouest de la rue Saint-Thomas. 
Quelques années plus tard, soit en 1821, l'équipage du brick Findlay sur lequel le capitaine Allison Davie prend place, arrive finalement à Québec pour y décharger sa précieuse cargaison de rhum, après avoir essuyé 75 jours de traversées et de tempêtes. Loin de se douter que son mode de vie allait bientôt changer du tout au tout, Allison Davie passe l'hiver à Québec afin de faire réparer le Findlay au chantier naval de Bell. Au grand dam du propriétaire du navire, A. Findlay de Yarmouth en Angleterre, les réparations tardent à être effectuées ce qui oblige Allison Davie à demeurer encore quelque temps à Québec. Une nouvelle qui réjouira nettement plus le capitaine de navire lorsqu'il fera la connaissance de la fille de George Taylor. 

## Une nouvelle association
Allison Davie ne tardera pas à faire sa demande auprès de George Taylor afin d'avoir la permission d'épouser la jeune Elizabeth. Souhaitant assurer la relève sur son chantier et la pérennité de son patronyme, George jouera des cartes stratégiques en formulant certaines conditions pour que le mariage ait lieu. En effet, pour pouvoir épouser Elizabeth, Allison doit d'abord cesser ses activités de capitaine et devenir l'associé de George, mais également donner un second nom de famille à ses futurs enfants. En d'autres mots, les enfants issues de l'union entre Elizabeth et Allison devront porter le nom Taylor-Davie.
Prenant quelque temps pour réfléchir aux conditions imposées par George, Allison fera deux derniers voyages en tant que capitaine, le premier à bord du trois-mâts barque Constantia et le second à bord du Sir Watkin. À son retour, il accepte finalement les conditions et le mariage qui est célébré le 16 avril 1825, marque le début de l'association entre les deux hommes.

## Vers un nouveau chantier
Bien qu'Allison et Elizabeth Davie passent les premières années de leur mariage sur le chantier naval de George, les deux associés réalisent rapidement que le succès du chantier ne doit pas être orienté vers la construction, mais bien vers la réparation. Les deux hommes achètent donc en 1829 un terrain situé dans la paroisse de Pointe-Lévy, en bordure du fleuve Saint-Laurent afin d'y installer un chantier de réparation de navire. 
Totalisant près de 400 pieds de littoral, le nouveau terrain des associés a été choisi pour plusieurs raisons. Les premières, et sans doute les plus importantes, sont la solide saillie rocheuse, ainsi que l'inclinaison naturelle de la pente en bordure du fleuve qui permettent d'installer sans encombre un plan de halage. Cette nouvelle technologie arrive officiellement sur le chantier en 1832 pour être inaugurée avec le lancement du premier navire au début de juin 1833, le brick Rosalind de 270 tonnes. La réussite du chantier est alors indéniable et les contrats de réparation affluent sans difficulté entre les mains des propriétaires Taylor et Davie. 

### Un décès tragique
Malheureusement, quelques années plus tard, soit en 1836, la famille Taylor-Davie subit coup sur coup la perte d’un de leurs enfants, le petit William alors âgé de 4 ans, mais également d’Allison Davie. Ce dernier décède le 9 juin 1836 en se noyant dans le fleuve Saint-Laurent. Son corps sera récupéré 10 jours plus tard sur les rives de l’Île d’Orléans et les funérailles auront lieu le 21 septembre 1836 à l’église presbytérienne St-Andrews à Québec. 

### Une femme directrice d'un chantier naval
Bien que nous ne soyons pas à même de confirmer qu’Elizabeth est la première femme à diriger un chantier naval au Canada, de fortes présomptions nous permettent tout de même d’affirmer qu’elle est l’une des pionnières de la gent féminine dans ce domaine. Forte de son expérience qu’elle a acquise tout au long de sa jeunesse auprès de son père, Elizabeth Davie prend, à la mort de son époux, le chantier en main malgré sa neuvième grossesse bien entamée. Il ne faut pas passer sous silence l’aide que lui apporte son père à la direction du chantier, et ce jusqu'en 1841. À ce moment, George Taylor étant trop malade pour continuer à travailler assidûment, la veuve Davie devra s’occuper toute seule de l’héritage familial.

## Un visionnaire et son deuxième chantier lévisien

### George Taylor Davie: formation et prise en main de l'entreprise familiale
Au décès d’Allison Davie, son fils aîné, George Taylor Davie, n’est âgé que de 8 ans. Il ne peut donc pas reprendre immédiatement l’entreprise familiale. De surcroît, il lui est nécessaire d’acquérir de l’expérience en matière de construction navale. C’est pourquoi, à l’âge de 13 ans, il entre au service du maître constructeur de navire John Munn dont le chantier est situé à Québec dans le quartier Saint-Roch. Il y vit et apprend tous les rudiments du métier, de la charpenterie à la gestion des finances d’un chantier en passant par l’embauche du personnel et la vente de navires. Fort de son expérience acquise entre 1841 et 1850, Georges T. Davie reprend finalement les rênes du chantier familial de Lévis en 1851, soit à l’âge de 22 ans.
Loin de changer drastiquement l’orientation économique du chantier naval, Georges Taylor Davie consacre la majeure partie du temps de travail de ses employés à la réparation des navires. Il va sans dire qu’à quelques occasions, il fait également de la construction. Cependant, il s’agit d’événements éphémères qui ne caractérisent pas encore à l’époque les activités du chantier. 

### À la rescousse des navires
La navigation sur le fleuve à la fin du XIXe siècle ne dérougit pas et les accidents sont tout aussi présents, sinon plus fréquents en raison des difficultés créées par majestueux cours d’eau québécois pour le maniement de la barre. Les accidents sont fréquents et le jeune entrepreneur décide de mettre en place une nouvelle activité sur son chantier afin de pallier le besoin. 
Il se dote, au fil des années de divers remorqueurs et goélettes de sauvetage qui lui permettront de remorquer les navires qui se sont échoués un peu partout sur le fleuve Saint-Laurent, et ce même jusqu’à Terre-Neuve. Son premier remorqueur, le Rambler¸ est construit par les travailleurs de Georges T. Davie au début des années 1850. Il faudra cependant attendre 1889 pour que le dirigeant décide de se doter d’un nouveau remorqueur, beaucoup plus puissant que le précédent, le Lord Stanley, ainsi que d’une première goélette de sauvetage non motorisée, la G.T.D.

### Les navires à coque d'acier et les restrictions du plan de halage
Déjà lors de son apprentissage, George T. Davie est confronté à l’arrivée des navires à vapeur, mais également à coque d’acier. Lorsqu’il acquiert finalement le chantier familial au début des années 1850, le besoin en matière de réparation de ce type de navire n’était pas encore très présent. Cependant, à la fin du XIXe siècle, plus précisément au début des années 1880, George T. Davie cherchera à adapter son entreprise pour pallier les nouveaux besoins des propriétaires de navires, mais également aux difficultés économiques éprouvées par les divers chantiers navals de la région de Québec. En effet, le secteur économique de la Ville de Lévis, situé tout au long du tracé de la rue Saint-Laurent bénéficie alors de l’implantation d’un nouveau tronçon de chemin de fer de l’Intercolonial en 1882. Alors qu’il fallait à l’époque utiliser le fleuve Saint-Laurent pour se rendre à Québec, la Ville de Lévis peut profiter pendant plusieurs années de cette voie de fer pour garantir l’épanouissement économique de sa ville et de ses commerçants. 
Cette section du chemin de fer doit emprunter un tracé qui, sans la multiplication des conjectures adéquates, aurait pu mettre à mal le chantier maritime de George T. Davie. En effet, le tracé prévoit passer en plein centre du terrain du chantier maritime en l’amputant de près de 25 pieds de large. Loin d’accepter qu’une telle chose se produise sans qu’il en bénéficie, le propriétaire décide de demander un dédommagement, soit l’achat par le gouvernement de l’ensemble de son chantier. Ce dernier refuse, et propose alors un montant de près de 64 000 $ auquel s’ajoute 5000 $ d’indemnité d’expropriation. 
À l’aide de cette compensation financière, George T. Davie met en place un nouveau chantier situé à Lauzon et crée ainsi un chantier qui perdure encore aujourd’hui dans le paysage lévisien. Ce dernier choisit plus précisément un emplacement stratégique situé tout près de la cale sèche fédérale Lorne inaugurée en 1886. En s’installant aussi près de la cale de radoub gouvernementale, Georges T. Davie s’assure d’un avantage sur ses concurrents puisqu’il est toujours le premier sur les lieux afin d’utiliser l’équipement si prisé, dont le coût de la location s’élève à 200,05 $ par tonne par jour.

## 1897: une entreprise florissante
Georges T. Davie s’occupera de son entreprise jusqu’en 1897. À cette date, l’apprentissage de ses trois fils étant déjà bien entamé, il décide de léguer officiellement sa propriété à ses héritiers afin de pouvoir y travailler avec eux. John Leavitt Davie, Allison Cufaude Davie et George Duncan Davie s’occupent alors ensemble du chantier, prénommé pour l’occasion George T. Davie & Sons. L’acte officiel sera signé devant notaire le 4 avril 1897 et précipitera ainsi l’entreprise dans une nouvelle phase de son développement.

### Le legs
Maintenant leur chantier à la fine pointe de la technologie, la famille Taylor-Davie participe à l’essor économique de la ville de Lévis en embauchant jusqu’à 300 ouvriers lorsque de gros contrats leur sont alloués. Des journalistes européens et canadiens iront même jusqu’à mentionner que le chantier familial pouvait entrer en compétition avec ceux de la Grande-Bretagne. Ainsi, le changement de direction ne diminuera pas l’intérêt de la famille pour la réparation et le remorquage et même à l’occasion pour la construction navale. En effet, afin de permettre à leur entreprise de perdurer les propriétaires devront accepter à l’occasion certains contrats de construction, tels que l’assemblage de sections de navires construites par l’American Shipbuilding Company. 
En 1885, la famille Davie quitte la rue Saint-Laurent pour aller s’installer à Saint-Joseph de Lauzon, soit tout près des bâtiments du chantier. Seul Allison Cufaude Davie continue alors d’habiter la maison Taylor-Davie, avec ses parents. Il y demeurera d’ailleurs jusqu’à sa mort en 1951, afin de veiller au bon déroulement des activités de réparation de navires en bois au vieux chantier de Lévis. 

### Décès et vente du chantier
Le 1er septembre 1907, à l’âge de 79 ans et après un peu moins de 50 ans à la tête de son chantier, George T. Davie décède laissant derrière lui une entreprise florissante dont il pouvait être fier. La clairvoyance dont il a fait preuve en passant les rênes de l’entreprise à ses fils alors qu’il était encore en vie permit d’assurer une continuité impeccable dans la gestion de l’entreprise et de ses ressources, en évitant les soubresauts qu’une succession engendre normalement. Quelques années plus tard, soit en 1914, Allison et George font transférer à leur nom les parts du chantier qui appartiennent à leur frère puisque ce dernier est malade et ne semble pas prendre du mieux. John décédera d’ailleurs 1 an plus tard, laissant aux deux frères une entreprise en voie d’être vendue à un avocat de la ville de Montréal, Charles A. Barnard.

## Du changement au chantier maritime A. C. Davie
Malgré la vente d’une part importante de l’entreprise familiale, George Duncan conservera un poste de directeur au chantier de Lauzon, et ce jusqu’à sa mort en 1937. Ainsi, peu avant la Deuxième Guerre mondiale, Allison Cufaude Davie se retrouve propriétaire à part entière d’un chantier bien implanté dans le paysage lévisien. Il y demeurera d’ailleurs jusqu’à son décès en 1951. À cette date, l’entreprise se retrouve dans une situation précaire. Allison C. Davie ne s’étant jamais marié et n’ayant donc pas eu d’enfant, la propriété aurait dû revenir aux enfants de John L. Davie ou de son frère George D.  Puisque qu’aucun d’entre-deux ne souhaite reprendre les rênes du chantier, on doit chercher ailleurs le futur propriétaire. 

### Un nouveau propriétaire
C’est en 1942 à l’âge de 17 ans que Paul Gourdeau commence son stage en tant que comptable au sein de l’entreprise de réparation navale. Après la mort de son ami, patron et collègue, Paul G. se portera acquéreur du chantier, marquant la fin de 120 ans d’histoire familiale au chantier lévisien. Cependant, puisque le nouveau propriétaire n’était pas maître constructeur de navire, il devra aller chercher l’expertise nécessaire pour mener à bien les divers contrats de réparation et de construction qui lui seront octroyés. Pour ce faire, il ira aussi loin que dans la région de Charlevoix, plus précisément à la petite rivière Saint-François afin d’engager Michel Tremblay qui deviendra son contremaître. Cette embauche ne marquera pas uniquement un changement dans la manière dont l’entreprise fonctionnait, mais également dans l’architecture même de la maison Homestead (aujourd'hui maison Taylor-Davie), l’ancienne maison de la famille Davie bâtie en 1832. On installera à l’étage des appartements ouvriers afin d’y loger la famille Tremblay ainsi que divers travailleurs tout au long de la fin du XXe siècle.
L’appellation aujourd’hui connue du lieu historique national du chantier A. C. Davie provient des années de directions de Paul Gourdeau. En effet, à la suite des mouvements pour la francisation des entreprises québécoises et de l’adoption de la loi 101 à la fin des années 1970, l’entreprise connue sous le nom de Davie’s Brothers, changera pour se nommer dorénavant Les Insdustries A. C. Davie Inc., en l’honneur d’Allison Cufaude Davie.

### De prestigieux contrats
Le changement de direction amènera également plusieurs changements organisationnels au niveau du travail effectué par les employés de M. Gourdeau. Au début des années 1950, la fonction principale du chantier qui a toujours été la réparation des navires changera et l’entreprise s’orientera davantage sur la construction navale. Des nombreux contrats reçus par Paul Gourdeau, deux retiennent plus particulièrement l’attention. Il s’agit de la construction des Gaspésiennes et de la réplique d’un des navires de Jacques Cartier. 
C’est au début des années 1950 que le gouvernement québécois décide d’investir dans l’industrie de la pêche en Gaspésie. Pour ce faire, il commande la construction de 50 navires presque identiques qui seront destinés au renouvellement de la flotte des Gaspésiens pour qu’elle puisse faire davantage concurrence à celle des provinces maritimes. Ces navires sont plus particulièrement des cordiers mesurant 45 pieds de long, munis d’un moteur diesel et dont la structure est faite de bois. De son côté, le contrat obtenu par le chantier pour la construction de la réplique de la Grande Hermine de Jacques Cartier a été octroyé par le Gouvernement canadien qui souhaite la mettre en valeur à l’exposition universelle de Montréal en 1967.

### La fin d'une longue histoire
En 1989, après pas moins de 160 ans d’histoire, dont 120 ans d’histoire familiale, le chantier de Lévis fermera ses portes. Les entreprises telles Logistec et Equimer qui se sont succédé à la tête du chantier à partir de 1977 ne réussiront pas à combler les manques à gagner et à maintenir l’entreprise à flot. Plusieurs problèmes peuvent être évoqués pour expliquer la fermeture définitive d’une entreprise ayant pourtant survécu à de nombreuses crises dans l’industrie navale. La première est sans aucun doute reliée à la diminution drastique de la ressource halieutique dans les années 1980, alors que l’on construisait sur le chantier A. C. Davie des bateaux destinés principalement à l’exploitation de cette ressource. Dans un second temps, il faut attribuer cette fermeture aux conditions économiques précaires et le contexte de navigation qui favorise davantage l’utilisation de bateaux à coque en acier. Ces derniers étant beaucoup plus durables, puisqu’ils nécessitent des entretiens moins coûteux et un peu moins fréquents. Finalement, la diminution des sources d’approvisionnement en bois de bonne qualité et à prix plus modique diminue également au grand dam des propriétaires de navires et des constructeurs qui doivent s’approvisionner de plus en plus loin pour entretenir et construire des navires de qualité.

## «L'ancien chantier» aujourd'hui...
L’année 1989 marquera ainsi la fin d’une entreprise qui a marqué depuis 1829 le paysage lévisien, mais également sa population. De nombreux travailleurs et travailleuses se sont succédé sur les chantiers de Lévis et de Lauzon à un point tel qu’il s’agissait pendant de nombreuses années du plus grand employeur de la Ville de Lévis. Rien n’est cependant perdu, puisqu’il ne faudra attendre qu’un an, soit en 1990, pour que l’ancien chantier soit considéré par Parcs Canada et la Ville de Lévis comme un joyau du patrimoine et de l’histoire, faisant aujourd’hui de lui une attraction touristique incontournable pour les amateurs de visites à thématique maritime. 

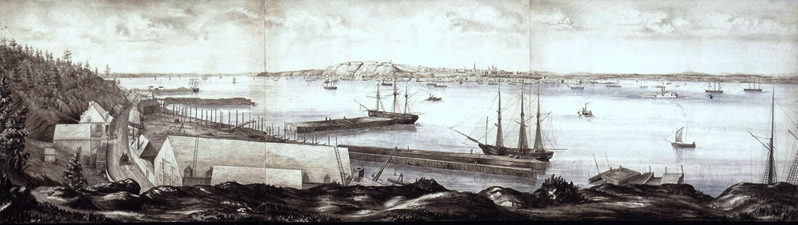
Chantier Davie, aquarelle de George Seton, 1847
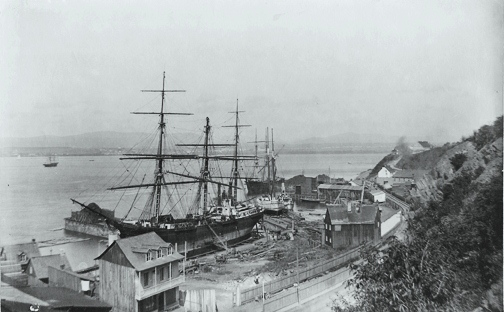
Chantier Davie, 1885
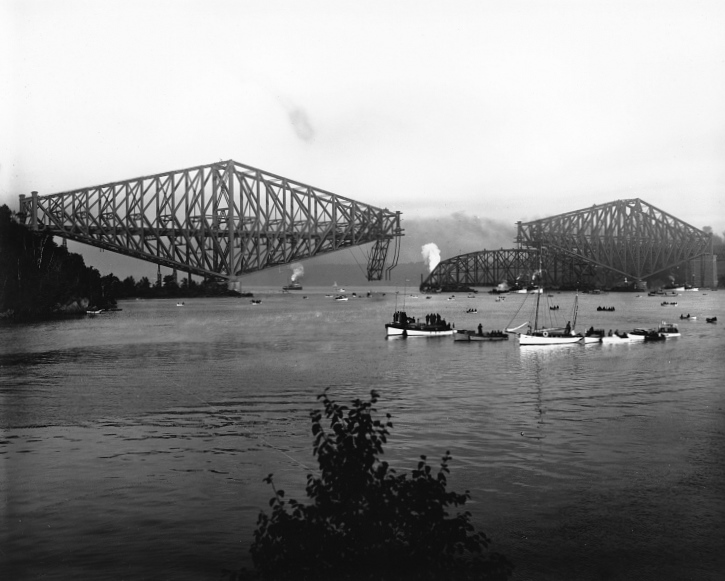
Touage de la travée centrale du pont de Québec, 1916
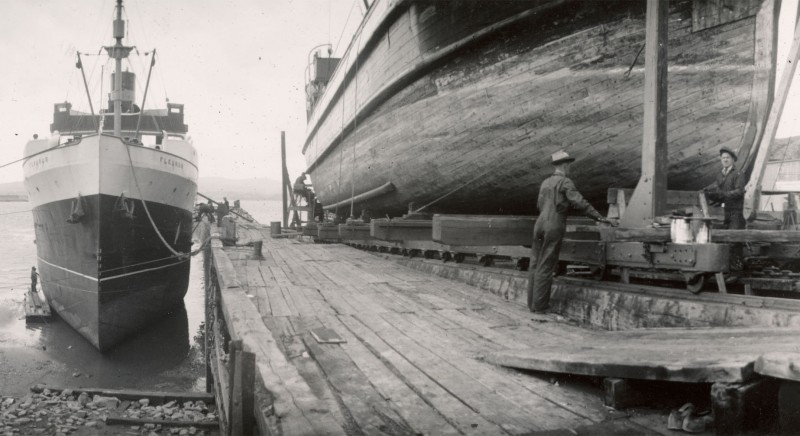
Ouvriers au chantier, vers 1940
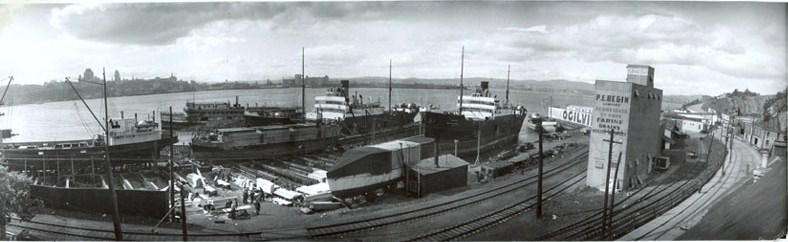
Chantier Davie en 1941.